# México en los Juegos Olímpicos de Sochi 2014
México estuvo representado en los Juegos Olímpicos de Sochi 2014 por un deportista masculino que compitió en esquí alpino.
El portador de la bandera en la ceremonia de apertura fue el esquiador alpino Hubertus von Hohenlohe. El equipo olímpico mexicano no obtuvo ninguna medalla en estos Juegos.

## Esquí Alpino
México participó en Sochi 2014 después de recibir un lugar de cuota de acuerdo a los estándares de calificación de la Federación Internacional de Esquí.
Hubertus von Hohenlohe ocupó la plaza olímpica y rompió su propio récord como el mexicano con más participaciones en unos Juegos Olímpicos al aparecer en competencia por sexta ocasión.
También se convirtió en la segunda persona de más edad en competir en unos Juegos Olímpicos de Invierno.
Como es una tradición, von Hohenlohe diseñó su traje de competencia con motivos típicos mexicanos, en este caso inspirado en los mariachis.
von Hohenlohe partió en la posición 113 y se estrelló poco antes de la meta, quedando eliminado de la competencia.
Fue apenas la segunda vez en su historia olímpica de von Hohenlohe no logró terminar su prueba, con anterioridad quedó descalificado de la prueba combinada en 1984.
| Atleta                 | Evento          | Descenso 1 | Descenso 1 | Descenso 2 | Descenso 2 | Total  | Total    |
| Atleta                 | Evento          | Tiempo     | Posición   | Tiempo     | Posición   | Tiempo | Posición |
| ---------------------- | --------------- | ---------- | ---------- | ---------- | ---------- | ------ | -------- |
| Hubertus von Hohenlohe | Eslalon varonil | DNF        | DNF        | DNF        | DNF        | DNF    | DNF      |